# Ion Colan
Ion Colan (n. 26 octombrie 1902, Șimon, Bran, Comitatul Brașov, Austro-Ungaria – d. 24 aprilie 1969, Brașov, România), a fost un istoric, publicist și muzeograf român, fondatorul muzeului „Prima școală româneascăˮ din Brașov și unul dintre promotorii introducerii sistemului de clasificare zecimală universală în bibliotecile din România.

## Date biografice
Ion Colan s-a născut la 26 octombrie 1902 ȋn satul Șimon din comuna Bran, comitatul Brașov, Austro-Ungaria, ca fiu al lui Ion și Elena Colan.

## Studii
Ion Colan a urmat școala primară în Moieciu de Jos și în Bran între anii 1908 – 1913. După terminarea studiilor primare de șase ani, el s-a înscris la gimnaziul românesc din Brașov, pe care l-a frecventat între anii 1913 – 1916. Din cauza Primului Război Mondial, familia s-a refugiat în Moldova, unde Ion Colan a urmat clasele IV-VI la Liceul „Roman Vodă” din Roman. După terminarea războiului, el s-a întors la Brașov, unde și-a terminat studiile la liceul „Andrei Șaguna”.
Între anii 1921 – 1926 Ion Colan a fost student al Facultății de Litere și Filosofie din București, secția Filologie romanică, unde a frecventat cursurile profesorilor Nae Ionescu și Vasile Pârvan. În paralel cu facultatea, Ion Colan a lucrat ca funcționar în cadrul Ministerului Industriei și Comerțului, între anii 1923-1926. Ca președinte al studenților din Țara Bârsei, el a promovat înființarea la București a unui cămin studențesc pentru aceștia, contribuind prin eforturi proprii la adunarea fondurilor necesare.
În anul 1926 Ion Colan a absolvit facultatea cu „Magna cum laude”. Teza sa de licență, „Viața și opera lui Ion Barac”, redactată sub îndrumarea profesorului Ioan Bianu, a fost apreciată în special pentru aportul său documentar și a fost publicată ulterior de Academia Română în Memoriile secțiunii literare, seria III, tom.IV din anul 1928.

## Viața și activitatea
După absolvirea facultății, Ion Colan s-a stabilit la Brașov, unde a rămas până la sfârșitul vieții sale. Între 1926 și 1952 a fost profesor, bibliotecar, muzeolog, arhivist, director de cinema, director de tipografie, director de ziar, secretar de redacție la revista Țara Bârsei și secretar al Asociaței ASTRA Brașov.
După efectuarea stagiului militar în anul 1926 în cadrul Școlii Militare din Sfântu Gheorghe, Ion Colan a fost profesor de limba română la Liceul „Andrei Șaguna”, la Școala comercială superioară reformată și la Liceul romano-catolic între anii 1927 – 1933.
Specializat în istorie literară, biblioteconomie, muzeologie și arhivistică, cu sprijinul financiar al Primăriei brașovene, care i-a asigurat o bursă timp de un an, el a făcut un studiu de documentare în Franța, Belgia, Elveția, Austria și Germania, cu scopul principal de a înființa o bibliotecă publică. Ca secretar al Asociaței ASTRA din 1926, Ion Colan a demarat acțiunea de înființare unei biblioteci publice în Brașov. În acest scop, pe lângă fondul inițial de carte lăsat de Alexandru Bogdan „pentru întemeierea unei case de cetire” (123 de volume), au mai contribuit cu publicații Casa Școalelor, Institutul de Studii Sud-Est Europene, secția bibliotecilor poporale de la Liga Culturală a lui Nicolae Iorga, Academia Română, precum și donațiile lui Virgil Onițiu, Maria Baiulescu, Candid Mușlea, Maria Braniște, Valer Stinghe. De asemenea, la sugestia lui Sextil Pușcariu, Ion Colan a cumpărat anticariatul „Ardealul” din Cluj. Biblioteca Astrei din Casa Baiulescu a fost inaugurată festiv sub numele de „Biblioteca Dr. Alexandru Bogdan” în data de 19 ianuarie 1930.

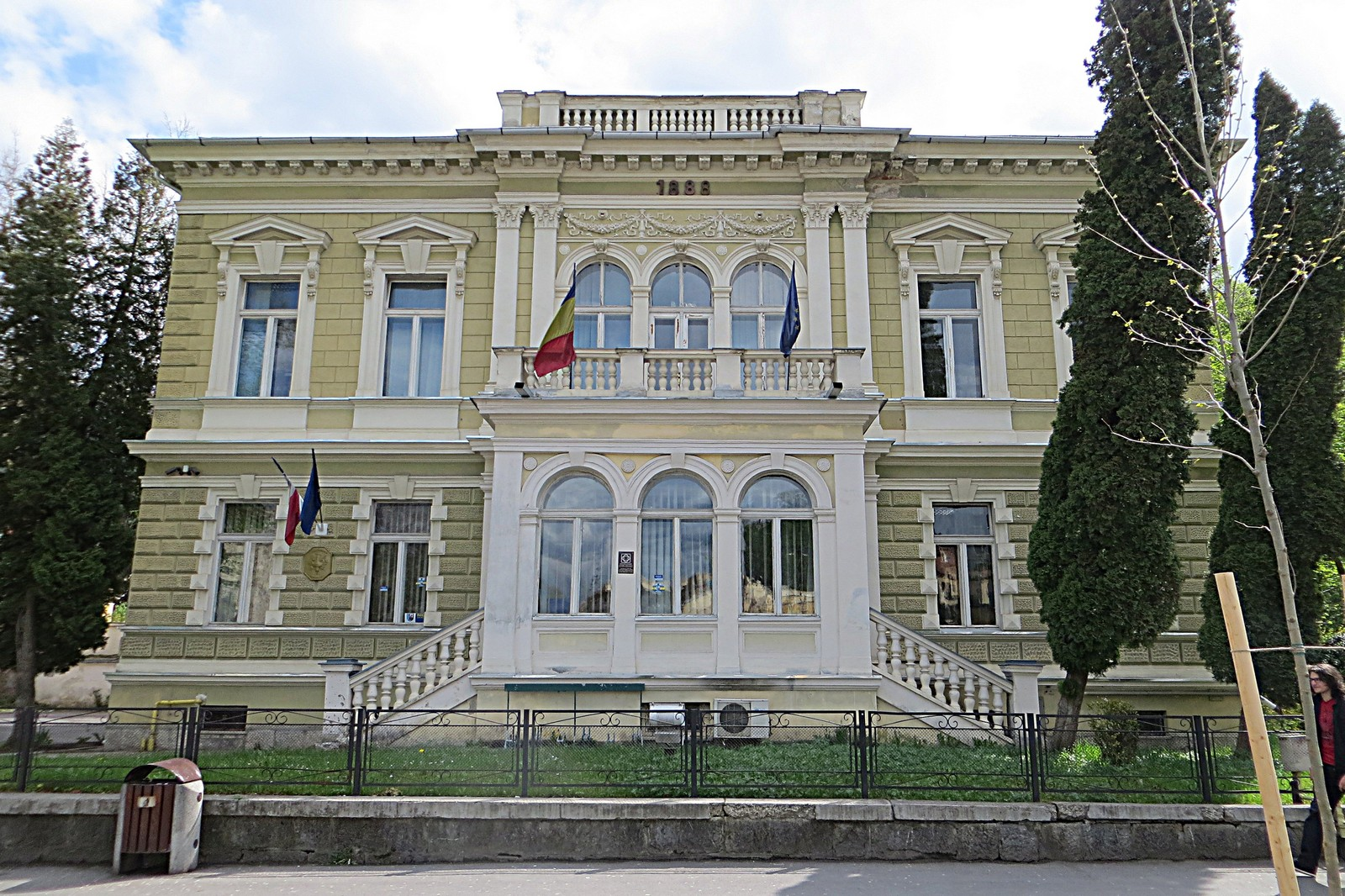
Casa Baiulescu în care a funcționat Biblioteca Astra

Ion Colan a fost unul dintre promotorii introducerii sistemului de clasificare zecimală universală  în bibliotecile din România, tipărind, de asemenea, un manual de biblioteconomie, considerat indispensabil în organizarea unei biblioteci moderne. În toată perioada în care a fost director al bibliotecii, timp de 26 de ani, între 1926 – 1952, Ion Colan a depus eforturi de îmbogățire și modernizare a fondului de carte. Astfel, în anul 1950, el a obținut pentru bibliotecă, de la Familia Mureșenilor, încă 12.000 de volume, inclusiv colecția redacției Gazetei de Transilvania, salvată de la casarea colecției decisă de autoritățile comuniste.
În aceeași perioadă, el a organizat în cadrul bibliotecii un ciclu de conferințe ținute de personalități ale culturii românești, printre care: Mihail Sadoveanu, Octavian Goga, Panait Istrati, Ionel Teodoreanu, Cincinat Pavelescu, Ion Agârbiceanu, Iuliu Hațieganu, Emanoil Bucuța, Sextil Pușcariu, Constantin Daicoviciu ș.a.
Ca secretar al Despărțământului „Astra” Brașov, Ion Colan s-a îngrijit de apariția regulată a Rapoartelor generale privitoare la activitatea „Astrei” între anii 1928 – 1939.  El a înființat muzeul „Astrei”, inclus ulterior în Muzeul Regiunii Brașov și a depus eforturi pentru crearea Conservatorului de Muzică, a unor asociații sportive și a unui teatru de amatori, viitorul nucleu al teatrului brașovean. Tot lui i se datorează înființarea Cinematografului „Astra” și a Cinematografului „Lux”, pe care le-a și condus în calitate de director. De asemenea, Ion Colan a avut inițiativa deschiderii unor școli țărănești, unde s-au predat cunoștințe de tehnică agricolă, urmărindu-se și ridicarea nivelului cultural al țăranilor, prima dintre aceste școli fiind deschisă în anul 1934.
Ion Colan a avut și o foarte importantă activitate publicistică, devenind redactor și secretar general de redacție al revistei culturale Țara Bârsei și apoi redactor-șef la Gazeta de Transilvania.
În 1934, tipografia „A. Mureșianu, Branisce & Comp.” unde era tipărită Gazeta de Transilvania încă din anul 1888, ajunsese într-o situație financiară deficitară și a fost cumpărată de Astra Brașov. Noua tipografie „Astra” a fost reutilată prin grija lui Ion Colan cu mașini moderne, performante, devenind în decurs de patru ani o întreprindere importantă cu 60 de salariați.

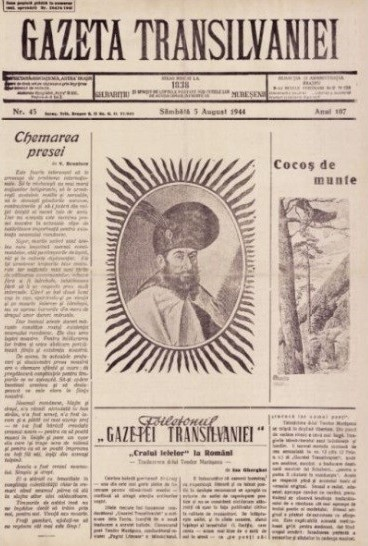
Gazeta de Transilvania (cenzurată), 5 august 1944

Începând cu primăvara anului 1941, Gazeta de Transilvania a trecut și ea în administrația Astrei. Sub conducerea lui Ion Colan, devenit redactor șef, Gazeta s-a transformat într-un ziar cultural și național, un ziar de opinie, nu doar de informare, ce milita pentru reîntregirea României care suferise cedările teritoriale din urma ultimatumurilor sovietice și a Dictatului de la Viena din 28 iunie, respectiv 30 august 1940. Datorită conjuncturii speciale a războiului, a contextului politico-militar și a faptului că în acea perioadă a celui de-Al Doilea Război Mondial statul român era aliat cu Germania și Ungaria, articolele pe teme legate de Transilvania au suferit rigorile cenzurii.
Refuzând propunerea ministrului Nichifor Crainic din martie 1941 de subvenționare a ziarului, condiționată de sprijinul regimului antonescian, cenzura Gazetei s-a intensificat. În acea perioadă în care restul presei românești capitulase sub presiunea ministerului legionar al propagandei, Gazeta de Transilvania a rămas singura publicație protestatară. Datorită eliminării unor articole de către cenzura timpului și, totodată, interzicerii spațiilor albe în paginile ziarului, fiecare rând, pasaj sau articol scos trebuia înlocuit cu altceva. Ion Colan, ca redactor al Gazetei, a pregătit o serie de imagini (troițe din Ardeal, silueta unui schior, cocoș de munte din zona Rodnei, și, pentru editorialul din prima pagină, un portret al lui Mihai Viteazul) pe care le-a introdus în locul textelor scoase de cenzură. Cititorii erau astfel invitați să deslușească, în acord cu aceste imagini stereotipe, sensul textului care lipsea. Ocazional, cenzura a fost depășită și au fost publicate unele articole alegorice, criptice.
După 23 august 1944 cenzura nu s-a mai făcut simțită în paginile Gazetei, revenindu-se pentru scurt timp la normalitate. Redactorii au putut publica articole critice la adresa evenimentelor grave de natură politică din societatea românească, a provocărilor de culise ale comuniștilor, a luptei pentru putere, precum și despre începutul epurărilor și instaurarea dictaturii comuniste. Toate acestea au dus la suspendarea definitivă a Gazetei de Transilvania în ianuarie 1945 și, ulterior, la arestarea lui Ion Colan de către noile autorități comuniste venite la putere.
După ce a fost închis în lagărul de la Caracal, el a fost eliberat și a lucrat mai mult de cinci ani ca muncitor necalificat la o cooperativă de tâmplărie, pentru a-și putea asigura existența.
Invocând închiderea sa în lagăr, soția sa, Cleopatra Suciu-Sibianu, cu care se căsătorise în 1934, a cerut și a obținut divorțul, mai ales că, acaparat cu totul de activitățile sale multiple, Ion Colan își neglijase familia.

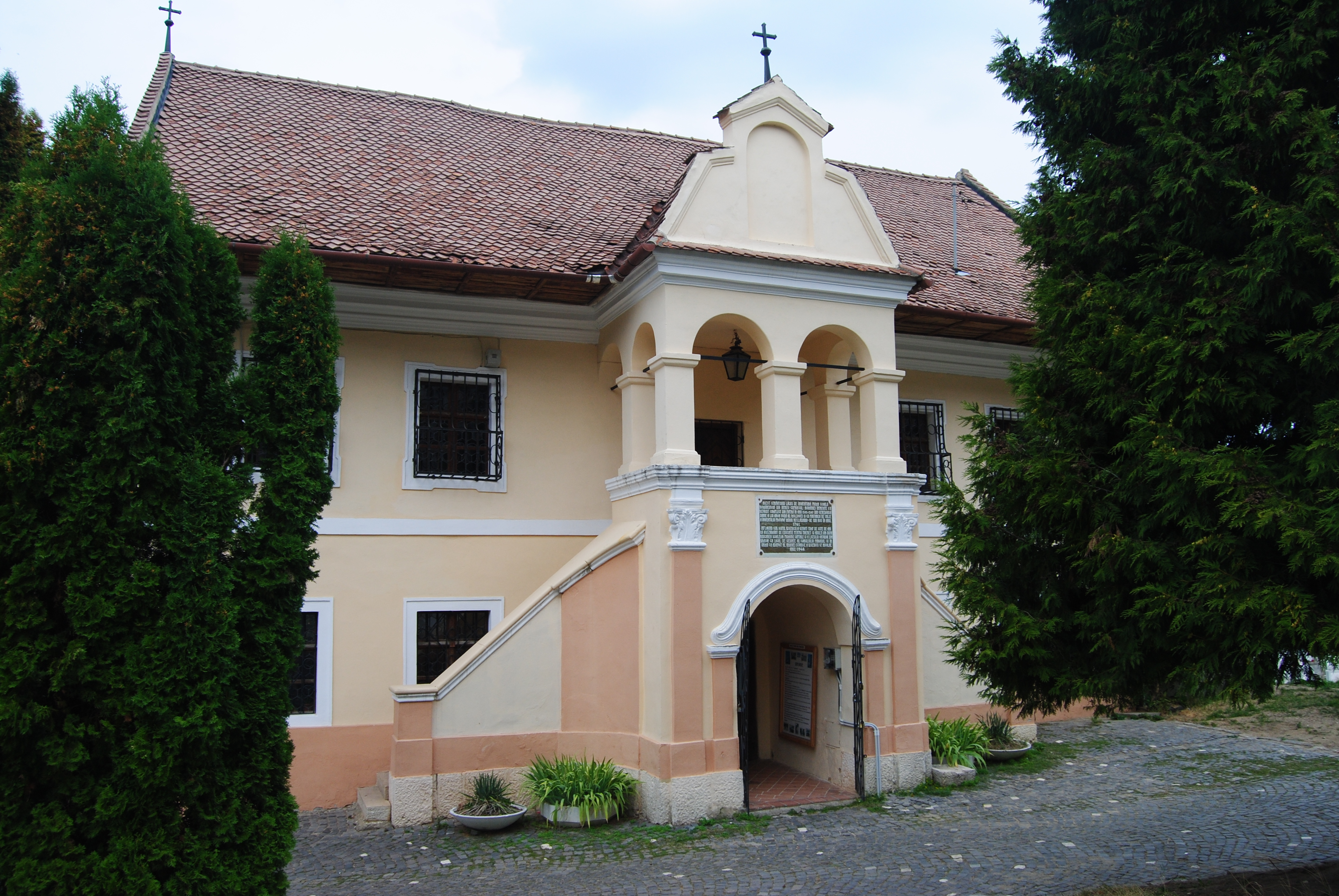
Muzeul „Prima școală româneascăˮ din Brașov

Abia în anul 1957, la intervenția unchiului său, mitropolitul Ardealului Nicolae Colan, căruia îi organizase biblioteca mitropolitană de la Sibiu, a primit sarcina de a organiza noul complex cultural (arhiva, biblioteca și muzeul) de la Biserica Sfântul Nicolae din Șcheii Brașovului.
După patru ani de muncă susținută din partea lui Ion Colan, care era „și director și om de serviciu”, „Muzeul Culturii Românești din Șcheii Brașovului”, după cum se numea atunci Muzeul „Prima școală româneascăˮ de astăzi, a fost inaugurat în data de 29 iunie 1961, în prezența reprezentanților Departamentului Cultelor și ai autorităților locale.
După multe alte eforturi, Ion Colan a pus în ordine Arhiva și Biblioteca de pe lângă Biserica Sfântul Nicolae, care cuprind numeroase documente și lucrări de valoare inestimabilă, documente scoase din turnul bisericii, unde fuseseră ascunse pentru a nu risca distrugerea lor de către comuniști.
Ion Colan a murit la 24 aprilie 1969, în urma unui infarct, în drum spre Casa de Cultură, unde urma să susțină o conferință despre diaconul Coresi.
Deosebit de meticulos în munca sa de bibliotecar și arhivist, Ion Colan a organizat fondul documentar care îi poartă numele, fond care conține peste 5000 de piese (cărți poștale, scrisori, rapoarte de activitate). Pe baza acestora, cu ocazia împlinirii a 40 de ani de la moartea sa, în cadrul complexului muzeal s-a deschis expoziția „Ion Colan”, dedicată ctitorului acestui muzeu din Șcheii Brașovului.
Tot ca un semn de recunoștiință pentru meritele sale, o stradă din Brașov îi poartă acum numele.

## Opere
Ion Colan a desfășurat de-a lungul timpului o activitate intensă de cercetare, publicând documente de istorie a Brașovului, studii și articole privind tradițiile culturale ale Țării Bârsei, articole despre personalități ale culturii românești, în particular brașovene. El a scris sute de articole de istorie, de folclor, de limba și literatura română, unele dintre ele fiind publicate în volume. Ion Colan a colaborat la mai multe publicații, printre care:
- Mitropolia Ardealului (1958-1961 și 1965);
- Îndrumătorul cultural (1962);
- Studii de istoria artei (1965);
- Călăuza bibliotecarului (1964);
- Familia (1965);
- Flacăra (1966);
- Romanoslavica  (1966)

### Scrieri publicate
- „Viața și opera lui Ioan Barac”, în ARMSL, seria III, t. IV, mem. I, București, 1928, 84 p.+IV pl.;
- „Pagini răslețe”, Brașov, 1930, 41 p. (cuprinde cercetări istorice și literare);
- „Scrisori vechi. George Barițiu către Iacob Mureșianu, 1861”, Brașov, 1931, 9 p.;
- „Casina Română din Brașov 1835-1935”, Brașov, 1935, 176 p.+LXXXII p. +4 pl.;
- „Monede vechi din Țara Bârsei”, în Țara Bârsei, nr. 6, 1935, p. 579;
- „O credință și un gând”, Cuvântare la inaugurarea Muzeului “Astrei” Brașov, 1938, 11 p.;
- „Reîntoarcerea la sat”, Raport general 1936-1937, Brașov, Astra, 1938, 68 p.;
- „Tipografia «Astra» Brașov”, Cuvântare de inaugurare, Brașov, 1938, 10 p.;
- „Contribuțiuni la cunoașterea țehiurilor românești brașovene. Țehiul croitorilor” Documente inedite și studiu, Brașov (comunicare în cadrul Acad. Comerciale din Brașov); 1944
- „Biblioteca «Astra» de la Brașov”, în Scriptum I/1944, Brașov, 1944, 5 p.;
- „Pentru dreptate”, vol. I, Brașov, 477 p.; vol. II, Brașov, 530 p.; vol. III, 1944;
- „O nouă unitate culturală – Despre complexul cultural din Șcheii Brașovului”, în Mitropolia Ardealului, nr. 11/12, 1958;
- „Școala primară acum 120 de ani”, în Mitropolia Ardealului, nr. 11-12, 1959;
- „Anul 1840 și Țara Bârsei”, în Mitropolia Ardealului, nr. 1, 1960;
- „Administrația Habsburgilor și episcopul Vasile Moga”, în Mitropolia Ardealului, nr. 1-2, 1961;
- „Mărunțișuri istorice”, în Mitropolia Ardealului, nr. 9-10, 1961;
- „Muzeul bisericii Sf. Nicolae din Șcheii Brașovului”, în Îndrumătorul Cultural, Sibiu, 1962;
- „Ciprian Porumbescu și Brașovul. Noi contribuții”, în Mitropolia Ardealului, nr. 6-8, 1964;
- „Vechimea unui monument istoric - biserica din Cristian”, în SAI, București, 1965;
- „George Barițiu. Dizertație despre școli”, Text inedit și studiu, Editura Științifică, 1965/1966 (în colab. cu prof. univ. Al. Bărbat);
- „În Șcheii Brașovului”, în revista Flacăra, sept. 1966;
- „Șcheii Brașovului, străvechi focar de cultură românească”, în Astra, nr. 1, ian. 1967, p. 5;
- „Valeriu Braniște și Brașovul”, în vol. omagial închinat lui Valeriu Braniște, Brașov, 1968;
- „Gazeta de Transilvania 1919-1945”, în 130 de ani de la apariția Gazetei de Transilvania, Brașov, 1969, p. 205-225;